# Gertrude Reum

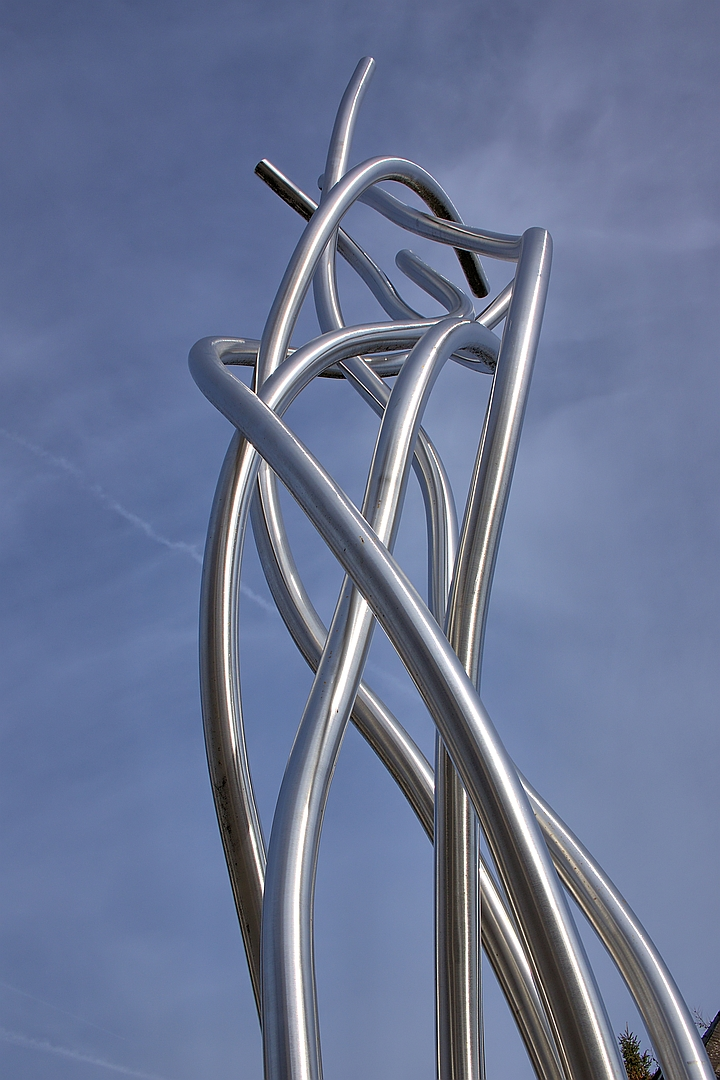
Skulptur Aufstrebende Kräfte (2008) von Gertrude Reum in Buchen

Gertrude Reum (* 8. Oktober 1926 in Saarbrücken; † 16. August 2015 in Buchen) war eine deutsche Bildhauerin, die insbesondere für ihre Skulpturen aus geschwungen aufwärts strebenden Chromnickelstahlrohren bekannt ist.

## Leben
Gertrude Reum erhielt ihre künstlerische Ausbildung von 1942 bis 1946 – mehrfach durch die Kriegsereignisse unterbrochen – bei Jacob Schug in Saarbrücken. 1947 schloss sie ein Studium an der Hochschule für Gestaltung Offenbach am Main an (bis 1950).
Reum lebte und arbeitete seit Mitte der 1950er Jahre in Buchen (Odenwald), wo sie 2015 im Alter von 88 Jahren starb.

### Auszeichnungen
- 1970 Preis der Jury (Salon International de la Femme, Nizza)
- 1984 Arthur-Grimm-Kunstpreis des Neckar-Odenwald-Kreises
- 1985 Preis des Deutschen-Kupfer-Institutes Berlin
- 1987 Willibald-Kramm-Preis Heidelberg
- 1996 Förderpreis von Industrie und Handel der Stadt Offenburg
- 2001 Verdienstmedaille der Stadt Buchen
- 2011 Ehrenmitglied des Kunstvereins Neckartal Odenwald Kreis

### Einzelausstellungen (Auswahl)
Zu den mit «K» gekennzeichneten Ausstellungen erschien ein Katalog.
- 1968: Kabinett Dr. Grisebach, Heidelberg
- 1976: Wayne Art Gallery, Windsor (Ontario), Kanada; Galerie Suzanne Bollag, ZürichK
- 1979: Kunsthaus Glarus
- 1986: Galerie am Nachmittag, Aschaffenburg;K Kunstverein Neckar-Odenwald, MosbachK
- 1996: Bezirksmuseum Buchen e.VK
- 1998: Museum der Stadt Miltenberg
- 1999: Hirschwirtscheuer, KünzelsauK
- 2001: Kunstverein Neckar-Odenwald; Bezirksmuseum Buchen
- 2002: Saarlandmuseum Saarbrücken; Städtische Sammlungen SchweinfurtK
- 2005: Kunstverein Neckar-Odenwald, Mosbach
- 2006: Kulturforum, Buchen
- 2009: Rosenheim-Museum, OffenbachK
- 2012: Kunstverein Hockenheim

## Werk
Zunächst widmete sich Reum der Malerei; ihre Frühwerke aus den 1950er und 1960er Jahren zeigen häufig noch realistisch-gegenständliche Motive wie z. B. Odenwaldlandschaften, Blumen, Stillleben, Kinderbilder. In den 1970er Jahren ging sie zum plastischen Gestalten in Metall, insbesondere Reliefs, über. Häufig nutzte sie hierfür vorgestanzte industrielle Formteile aus Aluminium, Messing, Nickel und Kupfer. Seit 1983 entstanden auch Radierungen und Serien von Aquarellen. Ihre Zellstoffreliefs mit den aufbrechenden Strukturen, die sie bekannt machten, entstanden ab 1986. 1997 übersetzt sie die ins Metall eingeschliffenen Lichtbündel ins Dreidimensionale: monumentale Skulpturen – von denen etliche im öffentlichen Raum aufgestellt wurden – entstehen, bei denen sich kreuzende (Licht-)Bahnen, die von irgendwo kommen und sich ins Unendliche verlieren, sich in geschwungen aufwärts strebenden Chromnickelstahlrohren manifestieren.
Gemeinsam ist Reums Arbeiten das bewegte und das naturhafte Moment. Aber insbesondere das Offene, das Transitorische ist ihnen einbeschrieben – man mag sie als Form gewordene Metapher für den Fluss des Lebens lesen.

„Licht und Schatten, Reflexionen, Durchblicke in den Raum und in die Landschaft sind genuine Bestandteile dieser Arbeiten, mit denen Gertrude Reums Schaffen einen vorläufigen Höhepunkt großzügiger, souveräner Gestaltung erreicht hat. Es sind Arbeiten autonomer Form, die zugleich offen sind für Deutungen und Assoziationen, in denen sich der Bogen zu den Anfängen schließt.“

## Bildergalerie

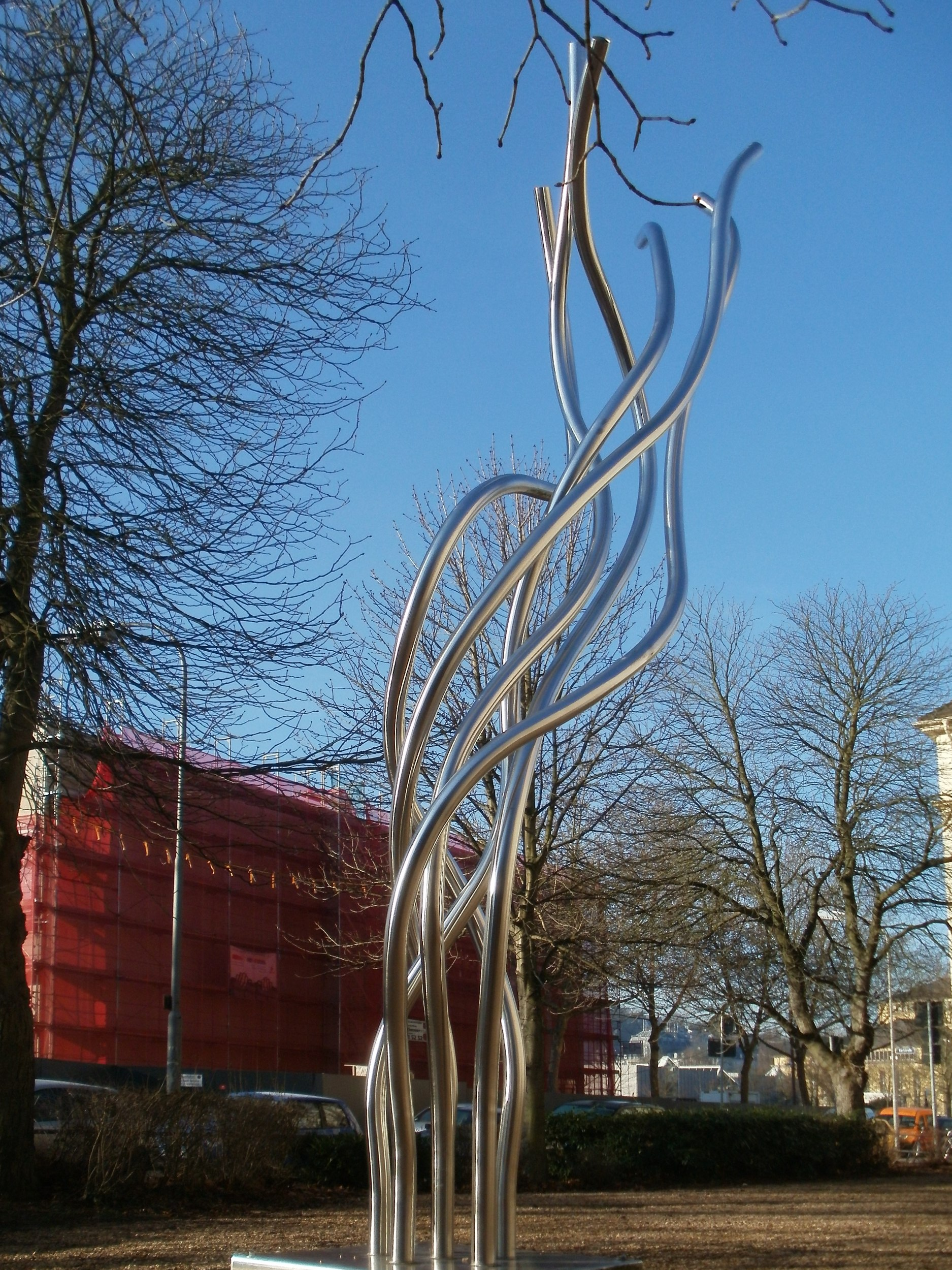
Moderne Galerie, Saarbrücken
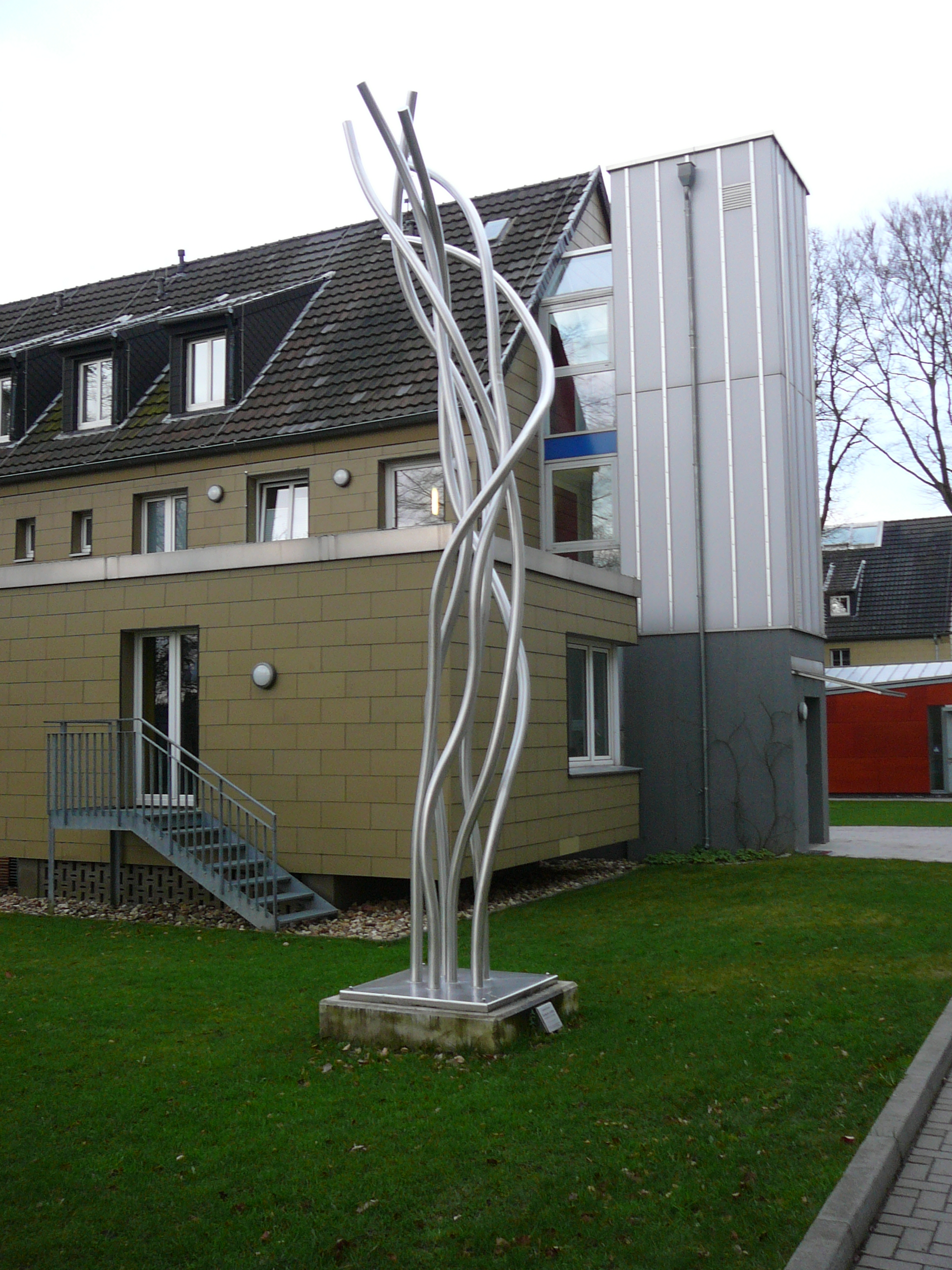
Sursum corda (2007), Wuppertal
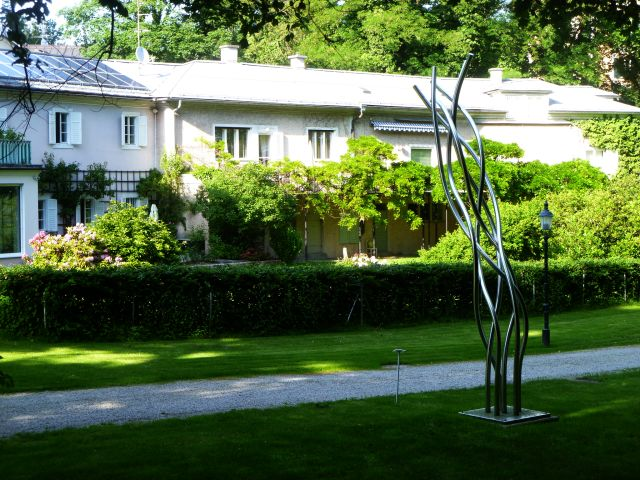
Gebündelte Kräfte (2003), Schloss Arenberg
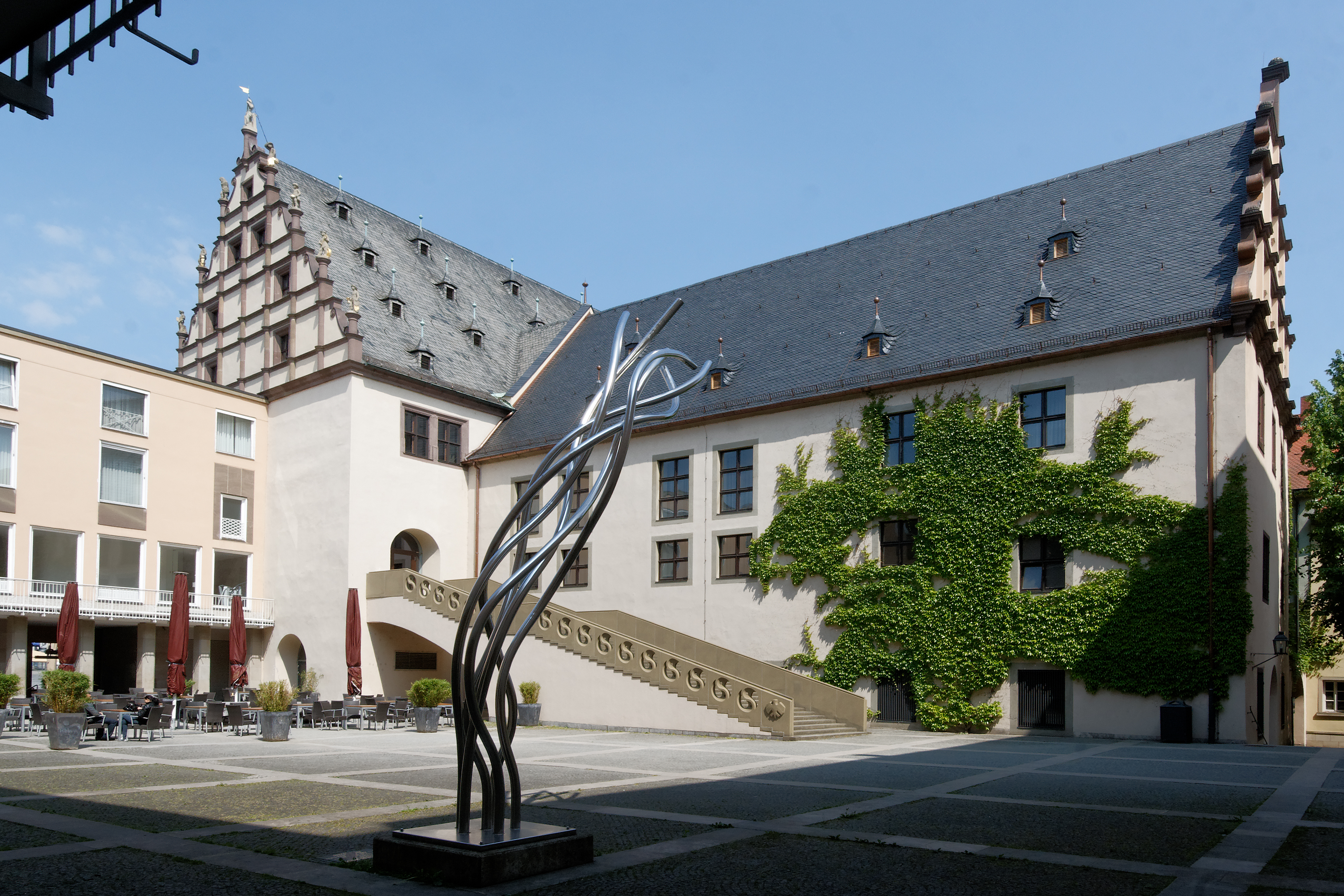
Rathaus der Stadt Schweinfurt: Innenhof mit Skulptur Ohne Titel aus dem Jahr 2002

### Arbeiten im öffentlichen Raum (Auswahl)
Reums Werke zieren Kirchen, Museen, öffentliche Gebäude und Plätze, darunter Auftragsarbeiten für den Altarraum in Kirchen wie z. B. St. Oswald in Buchen und St. Johannes in Heimbuchenthal.
- Ohne Titel. Bismarckstraße 16, Saarbrücken – Sankt Johann
- Buchen, Stadtkirche St. Oswald, Gestaltung Altar und Chorraum
- Buchen, Kreuz in der Friedhofskapelle
- Buchen, Stadthalle, „Fünfteilige Arbeit auf Kupferplatten“[3]
- Buchen, Stadthalle, „4 Aluminiumarbeiten“
- Buchen, Sportzentrum Odenwald (Kreissporthalle), Henry-Dunant-Straße 4, Skulptur, ca. 4 m hoch, an der Außenwand
- Buchen, Helene-Weber-Schule, „Aluminiumarbeit“
- Heimbuchenthal, St.-Johanneskirche, Gestaltung Altar
- Berufsschulzentrum Sinsheim, Würth
- Duale Hochschule Mosbach
- 2000 Kommunikation, Tauberbischofsheim
- 2002 Ohne Titel. Rathaus-Innenhof Schweinfurt
- 2003 Gebündelte Kräfte. Museum Würth – Schloss Arenberg (Salzburg)
- 2007 Sursum corda (Die Herzen in die Höhe). Theologisches Zentrum Wuppertal
- 2008 Aufstrebende Kräfte. Kreisverkehr Hettinger Str. / Am Haag / Schüttstr., Buchen[4]